# Dichaetanthera
Dichaetanthera es un género con 44 especies de plantas fanerógamas pertenecientes a la familia Melastomataceae. Es originario de África tropical y Madagascar.

## Taxonomía
El género fue descrito por Stephan Ladislaus Endlicher y publicado en Genera Plantarum 1215, en el año 1840.

## Especies seleccionadas
- Dichaetanthera aculeolata Hook.f. ex Triana	Trans. Linn. Soc. London 28(1): 61	1871
- Dichaetanthera africana Jacq.-Fél.
- Dichaetanthera altissima Cogn.	Monogr. Phan. 7: 382, 1182	1891
- Dichaetanthera arborea Baker	J. Linn. Soc., Bot. 20: 147-148	1883
- Dichaetanthera articulata Endl.	Gen. Fil. (Copeland) 5: 1215	1840
- Dichaetanthera asperrima Cogn.	Monogr. Phan. 7: 381-382	1891